# 爬地毛茛
爬地毛茛（学名：Ranunculus pegaeus）为毛茛科毛茛属下的一个种。

## 扩展阅读
- 維基物種上的相關：爬地毛茛